# David Steurer
David Steurer é um cientista da computação alemão, professor do Instituto Federal de Tecnologia de Zurique.
Obteve um doutorado em 2010 na Universidade de Princeton, orientado por Sanjeev Arora, com a tese On the Complexity of Unique Games and Graph Expansion.
Foi palestrante convidado do Congresso Internacional de Matemáticos no Rio de Janeiro (2018, com Prasad Raghavendra: High dimensional estimation via Sum-of-Squares Proofs).